# Mirny (Adygeja, Krasnogwardeiskoje)
Mirny (russisch Мирный) ist ein Dorf (posjolok) in Südrussland. Es gehört zur Republik Adygeja und hat 10 Einwohner (Stand 2019). Im Ort gibt es 2 Straßen.

## Geographie
Das Dorf liegt am rechten Ufer des Flusses Belaya, 6 km westlich des Dorfes Beloje. Papenkow ist die nächstgelegene ländliche Ortschaft.